# فرانکو فررا
فرانکو فررا (ایتالیایی: Franco Ferrara؛ ‏ ۴ ژوئیهٔ ۱۹۱۱ – ۷ سپتامبر ۱۹۸۵) یک رهبر ارکستر، آهنگساز، موسیقی‌دان و مربی موسیقی اهل ایتالیا بود.
از فیلم‌ها یا برنامه‌های تلویزیونی که وی در آن نقش داشته‌است می‌توان به بلیسیما، دختر خوشگل رم، یوزپلنگ، باراباس و کتاب مقدس اشاره کرد.